# CSU Voința Sibiu
O Clubul Sportiv Universitar Voința Sibiu foi um clube de futebol profissional romeno da cidade de Sibiu, que jogou na Liga I. Foi fundado em 2007 e e extinto em 2012.